# Joel Sang
Joel Sang (* 15. Mai 1950 in Pärnu) ist ein estnischer Lyriker, Schriftsteller, Literaturkritiker und Verleger.

## Leben und Werk
Joel Sang wurde als Sohn des estnischen Lyrikers August Sang (1914–1969) und dessen Frau, der estnischen Schriftstellerin Kersti Merilaas (1913–1986), geboren. Er schloss 1974 sein Studium der estnischen Philologie an der Universität Tartu ab. 1980 erwarb er den Titel eines cand. phil. Von 1987 bis 1993 war er Mitarbeiter am Institut für Sprache und Literatur der Estnischen Akademie der Wissenschaften. Seit 1991 leitet er den estnischen Verlag Vagabund.
Als Lyriker trat Sang erstmals 1971 in Erscheinung. Seine Gedichte erschienen damals gemeinsam mit drei weiteren Autoren in dem Band Närvitrükk. Eigene Gedichtanthologien folgten: Abisõnad (1983) und Vigade parandus (1988). Daneben schreibt Sang Liederbücher wie den Kinderliederband Loomariik (1991) und Libretti. Er ist als Übersetzer aus dem Finnischen, Russischen und Englischen bekannt.